# 源菲然
源菲然（英語：Casa Yuen Faye Yin，1999年5月13日—），香港女藝人，《2020年度香港小姐競選》十二強，現為無綫電視經理人合約藝員。

## 演出作品

### 電視劇（無綫電視）
| 首播   | 劇名                  | 角色  |
| 2021年 | 愛·回家之開心速遞     | 時英  |
| 2021年 | 欺詐劇團              | 記者  |
| 2021年 | 換命真相              | Candy |
| 2021年 | 拳王                  | 賓客  |
| 2022年 | 雙生陌生人            | 美女  |
| 2022年 | 十八年後的終極告白2.0 | 侍應  |
| 2022年 | 白色強人II            | 途人  |